# The King's Own Calgary Regiment (RCAC)
The King's Own Calgary Regiment (RCAC) , plus souvent appelé simplement The King's Own et abrégé en The KOCR, est un régiment de reconnaissance blindée de la Première réserve de l'Armée canadienne. Il fait partie du 41e Groupe-brigade du Canada au sein de la 3e Division du Canada et est stationné à Calgary en Alberta.
L'unité a été créée en 1910 sous le nom de « 103rd Regiment "Calgary Rifles" ». En 1920, il adopta le nom « The Calgary Regiment ». Il adopta son nom actuel en 1958.

## Rôle et organisation

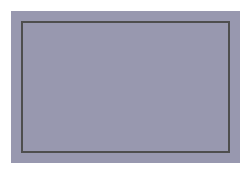
Insigne distinctif de la 3e Division du Canada

The King's Own Calgary Regiment (RCAC) est un régiment du Corps blindé royal canadien. Il fait partie du 41e Groupe-brigade du Canada, un groupe-brigade de la Première réserve de l'Armée canadienne qui fait lui-même partie de la 3e Division du Canada. Son quartier général se situe dans le manège militaire Mewata à Calgary en Alberta.

## Équipement

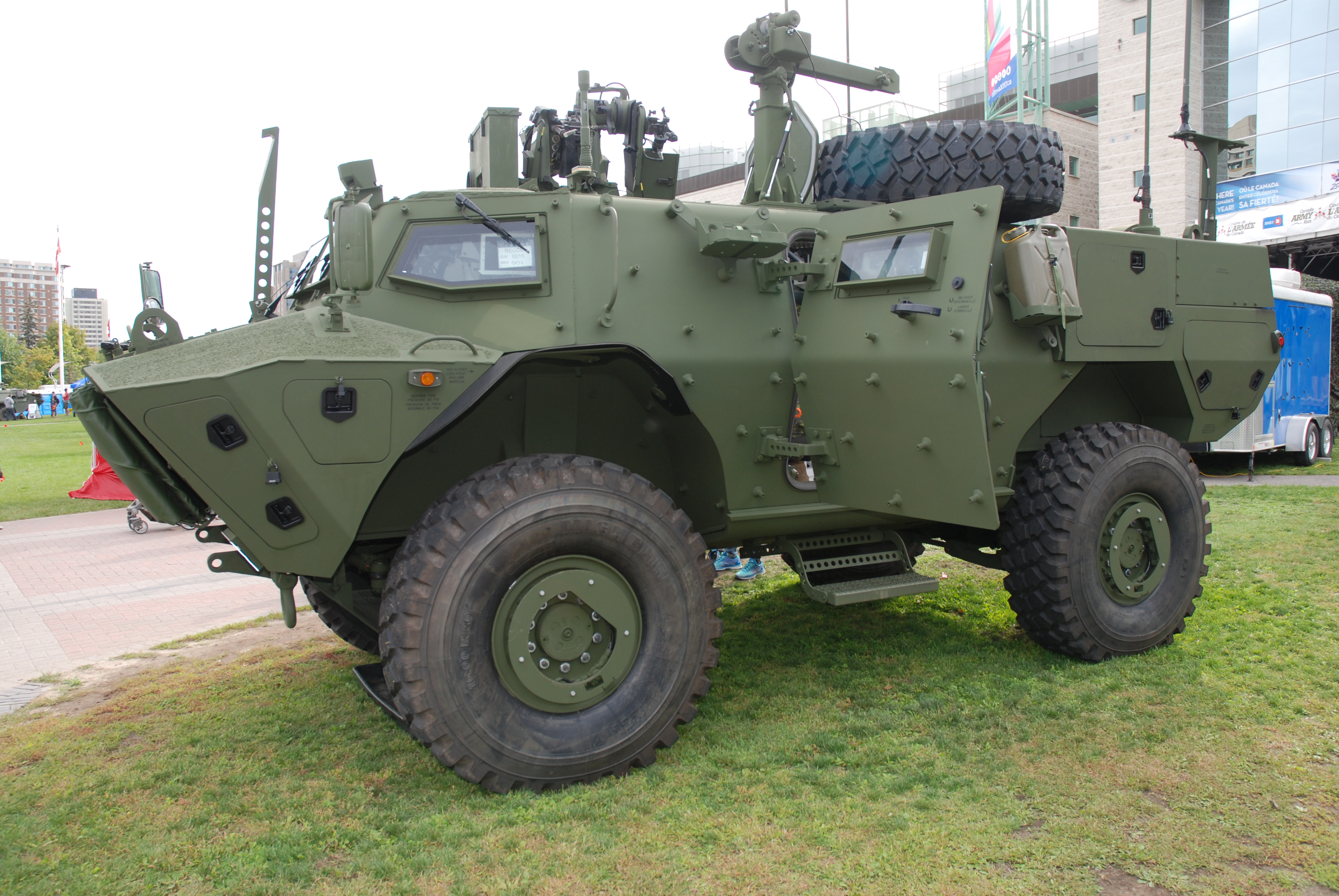
Le (VBTP)

Les véhicules utilisés par le régiment incluent le véhicule utilitaire léger à roues (G Wagon) et le véhicule blindé tactique de patrouille (en) (VBTP).
Les armes utilisées par le régiment incluent le fusil automatique C7A2 de 5,56 mm, la mitrailleuse semi-lourde C6 de 7,62 mm et la mitrailleuse légère C9A2.

## Histoire

### Origines
L'unité a été créée à Calgary en Alberta le 1er avril 1910 sous le nom de « 103rd Regiment "Calgary Rifles" ».

### Première Guerre mondiale
Dans la foulée de la Première Guerre mondiale, le 6 août 1914, le 103rd Regiment "Calgary Rifles" mobilisa des éléments pour le service actif afin de fournir de la protection locale.
Le 15 mars 1920, l'unité fut divisée en deux régiments : The Alberta Regiment (de nos jours, The South Alberta Light Horse) et The Calgary Regiment. Le 15 mai 1924, ce dernier fut à nouveau divisé en deux régiments : The Calgary Highlanders et The Calgary Regiment.
Le 1er avril 1936, The Calgary Regiment intégra le quartier général et la compagnie B du 13th Machine Gun Battalion, CMGC. Le 15 décembre suivant, celui-ci fut renommé « The Calgary Regiment (Tank) ».

### Seconde Guerre mondiale
Dans la foulée de la Seconde Guerre mondiale, le 26 août 1939, The Calgary Regiment (Tank) mobilisa des détachements pour le service actif afin de fournir de la protection locale. Ceux-ci furent dissous le 31 décembre 1940.
Le 11 février 1941, le régiment mobilisa un régiment blindé pour le service actif. Le 1er avril suivant, le régiment fut renommé « 14th (Reserve) Army Tank Battalion, (The Calgary Regiment (Tank)) ». Le 20 juin suivant, le régiment en service actif s'embarqua pour la Grande-Bretagne.
Le 15 août 1942, le régiment fut renommé « 14th (Reserve) Army Tank Regiment, (The Calgary Regiment (Tank)) ». Le 19 août suivant, le régiment en service actif participa au raid de Dieppe et fut la première unité du Corps blindé canadien au combat. Le 13 juillet 1943, en tant que composante de la 1re Brigade blindée canadienne, celui-ci se rendit en Sicile, puis, le 3 septembre suivant, il se rendit en Italie. Le 9 mars 1945, il se rendit dans le Nord-Ouest de l'Europe au sein du 1er Corps canadien où il combattit jusqu'à la fin du conflit. Il fut dissous le 15 décembre 1945.
Le 1er avril 1946, le régiment fut renommé « 14th Armoured Regiment (Calgary Regiment), RCAC », puis, le 22 juillet suivant, « 14th Armoured Regiment (King's Own Calgary Regiment) ». Le 4 février 1949, il adopta le nom de « The King's Own Calgary Regiment (14th Armoured Regiment) » avant d'adopter son nom actuel, « The King's Own Calgary Regiment (RCAC) », le 19 mai 1958.

## Perpétuations

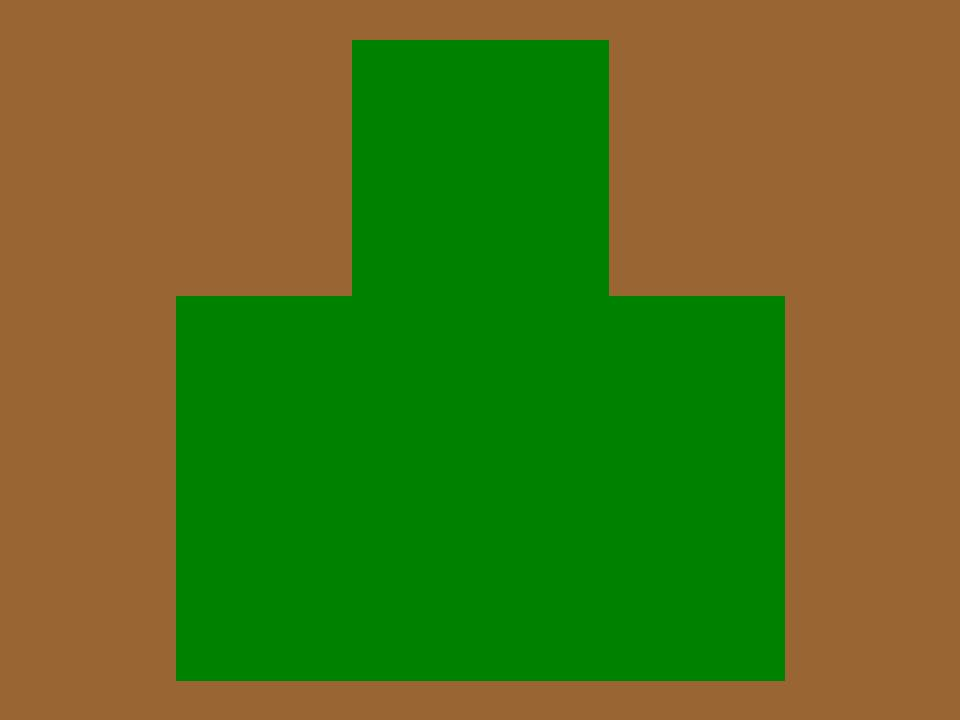
Insigne distinctif du 50th Battalion (Calgary), CEF

En plus de l'histoire de sa propre lignée, The King's Own Calgary Regiment (RCAC) perpétue l'héritage de trois bataillons du Corps expéditionnaire canadien (CEC) de la Première Guerre mondiale : 50th Battalion (Calgary), CEF (en), 89th Battalion (Alberta), CEF (en) et 137th (Calgary) Battalion, CEF (en).
Le 50th Battalion, CEF fut créé le 7 novembre 1914 et s'embarqua pour la Grande-Bretagne le 27 octobre 1915. Le 11 août 1916, il débarqua en France où il combattit jusqu'à la fin du conflit au sein de la 10e Brigade d'infanterie canadienne de la 4e Division canadienne. Il fut dissous le 30 août 1920.
Le 89th "Overseas" Battalion, CEF fut créé le 22 décembre 1915 et s'embarqua pour la Grande-Bretagne le 2 juin 1916 où son personnel fut transféré au 9th Reserve Battalion, CEF qui servait à fournir des renforts aux troupes canadiennes au front. Il fut dissous le 21 mai 1917.
De son côté, le 137th "Overseas" Battalion, CEF fut également créé le 22 décembre 1915. Il s'embarqua pour la Grande-Bretagne le 21 août 1916 où il fusionna avec le 175th "Overseas" Battalion, CEF (en) afin de former le 21st Reserve Battalion, CEF qui servit à fournir des renforts aux troupes canadiennes au front. Il fut dissous le 17 juillet 1917.

## Honneurs de bataille

Guidon du King's Own Calgary Regiment (RCAC)

Les honneurs de bataille sont le droit donné par la Couronne au régiment d'apposer sur ses couleurs les noms des batailles ou des conflits dans lesquels il s'est illustré.
| Première Guerre mondiale                                                       | Première Guerre mondiale               |
| ------------------------------------------------------------------------------ | -------------------------------------- |
| Ypres, 1915, '17 (*)                                                           | Festubert, 1915 (*)                    |
| Mont Sorrel                                                                    | Somme, 1916                            |
| Crête d'Ancre                                                                  | Ancre, 1916 (*)                        |
| Arras, 1917, '18 (*)                                                           | Vimy, 1917 (*)                         |
| Côte 70                                                                        | Passchendaele                          |
| Amiens                                                                         | Scarpe, 1918                           |
| Drocourt-Quéant (en) (*)                                                       | Ligne Hindenburg                       |
| Canal du Nord (*)                                                              | Valenciennes (*)                       |
| France et Flandres, 1915-18 (*)                                                |                                        |
| Seconde Guerre mondiale                                                        |                                        |
| Dieppe (*)                                                                     | Sicile, 1943 (*)                       |
| Motta Montecorvino                                                             | San Leonardo (*)                       |
| Le Ravin                                                                       | Cassino II (*)                         |
| Ligne Gustav (*)                                                               | Pignataro                              |
| Vallée du Liri (*)                                                             | Aquino                                 |
| Ligne Trasimène (*)                                                            | Arezzo (*)                             |
| Avance vers Florence                                                           | Cerrone                                |
| Italie 1943-1945 (*)                                                           | Nord-Ouest de l'Europe, 1942, 1945 (*) |
| Guerre d'Afghanistan.                                                          |                                        |
| Afghanistan                                                                    |                                        |
| (*) Indique un honneur de bataille qui est blasonné sur le guidon du régiment. |                                        |

## Traditions et patrimoine

Drapeau de camp du King's Own Calgary Regiment (RCAC)

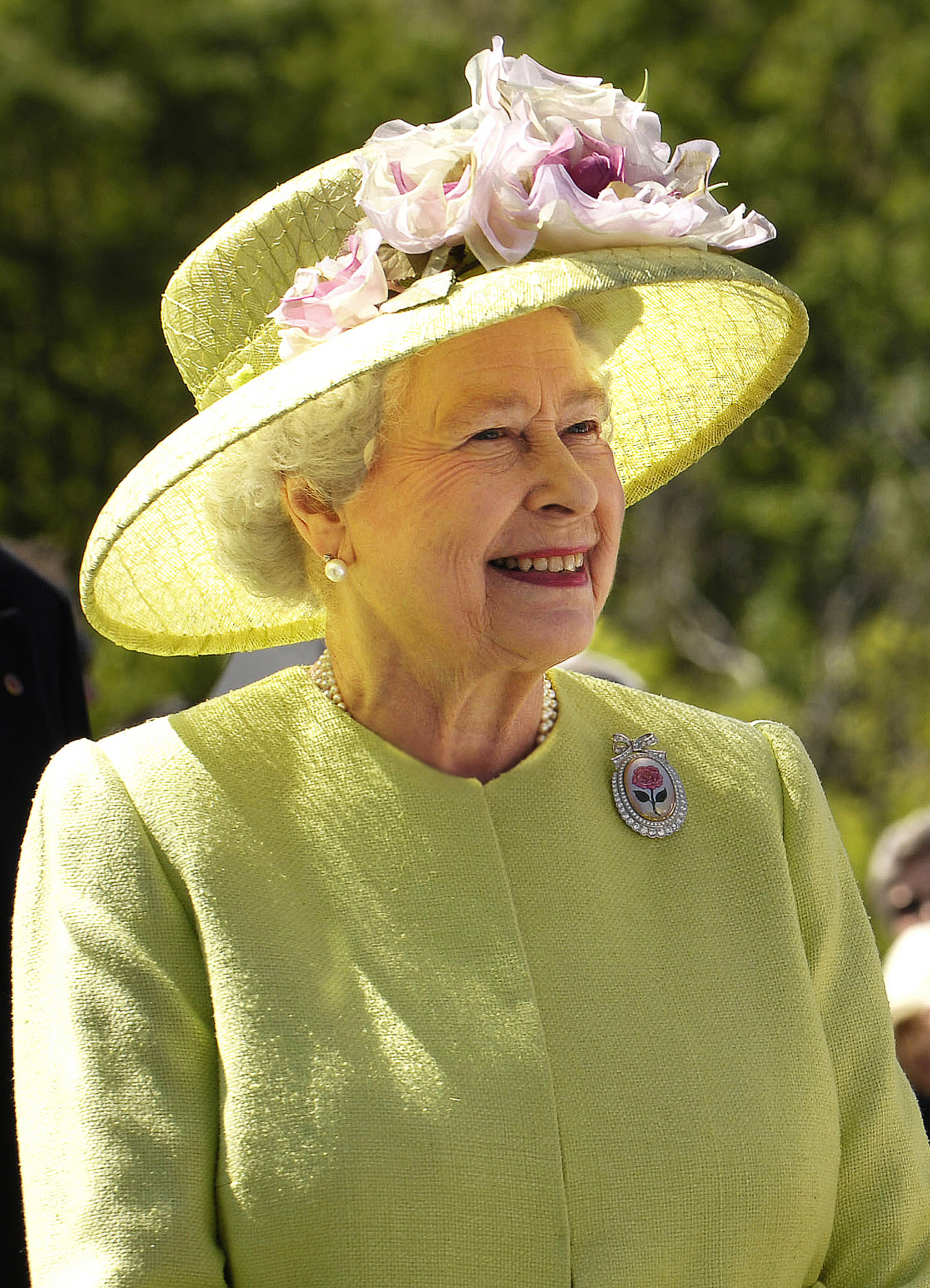
Sa Majesté la reine Élisabeth II, colonel-en-chef du King's Own Calgary Regiment (RCAC)

Les traditions et les symboles des Governor General's Horse Guards sont les éléments essentiels à l'identité régimentaire. Le symbole le plus important est l'insigne du régiment qui est composé d'un écu d'argent à une croix de gueules avec une feuille d'érable aux couleurs d'automne brochante chargée d'un bison à l'arrêt sur une terrasse au chef chargé du paysage local au soleil couchant sommé de la couronne royale supporté, à dextre, par une chevel et, à senestre, par un bœuf, et soutenu d'une rose accompagnée de trèfles et de chardons ainsi que de trois listels. Le listel du haut porte la devise du régiment : « Onward », c'est-à-dire « En avant » en anglais. De leur côté, les deux listels du bas portent le nom du régiment.
Outre sa structure opérationnelle, le régiment possède une gouvernance cérémonielle. La position la plus importante de cette gouvernance est celle de colonel en chef. Historiquement, le colonel en chef d'un régiment était son mécène, souvent royal. Le colonel en chef du King's Own Calgary Regiment (RCAC) est Sa Majesté la reine Élisabeth II.
The King's Own Calgary Regiment (RCAC) est affilié avec The King's Own Royal Border Regiment (en) de l'Armée britannique. Le corps des Cadets royaux de l'Armée canadienne portant le numéro 2512 basé à Cochrane en Alberta est également affilié au régiment. Celui-ci a été formé pour la première fois le 26 avril 1954, mais a été dissous le 1er janvier 1958 avant d'être former à nouveau le 1er novembre 1976.